# Мукаити, Мион
Мион Мукаити (яп. 向井地 美音 Mukaichi Mion, 29 января 1998) – участница японской идол-группы AKB48, где входит в состав Team A (команды «A»).

## Биография
Мукаити родилась в префектуре Сайтама. Она играла в теннис с 1-го класса в начальной школе до 3-го класса в средней школе.

## Карьера
Перед вступлением в группу, ещё будучи ребёнком, Мукаити была актрисой, представляя актёрское агентство Central G. Она ушла в 5-й класс, чтобы сосредоточиться на учёбе, и после перехода в среднюю школу, Мукаити стала представлять актёрское агентство II Concept. Она снялась в нескольких телевизионных драмах, таких как Unfair, и фильмах, таких как Unfair: The Movie.
В январе 2013 года Мукаити приняла участие и прошла прослушивание 15-го поколения AKB48, присоединившись к группе в качестве стажёра.
В феврале 2014 года, во время выступления в группе Daisokaku Matsuri, Мукаити была переведена в Команду 4. В апреле 2014 года Мукаити сконцентрировалась на песне "Heavy Rotation", после того, как она была предложена ей Юко Осима, который заканчивал обучение. Она также снялась в Sailor Zombie в качестве гостевой роли во втором эпизоде.
Мукаити была выбрана, чтобы спеть 38-й заглавный трек группы, "Kibouteki Refrain".
Мукаити принимала участие в съёмках фильма Unfair: The End, заключительной части серии Unfair, выпущенного в сентябре 2015 года. Продюсер, который не знал, что Мукаити присоединилась к группе AKB48, сказал, что роль Мукаити очень важна и что если Мукаити покинет развлекательную индустрию, то он хотел бы вернуть её на эту роль.
Мукаити получила центральное место в 44-м сингле группы, "Tsubasa wa Iranai", который был выпущен 1 июня 2016.

## Дискография

### Синглы в составе AKB48
| Год  | №  | Название                            | Роль             | Примечания |
| ---- | -- | ----------------------------------- | ---------------- | --- |
| 2013 | 33 | "Heart Electric"                    | Сторона Б        | Пела "Kimi no Hitomi wa Planetarium" вместе со стажёрами.                                                      |
| 2014 | 35 | "Mae Shika Mukanee"                 | Сторона Б        | Пела "Himitsu no Diary" в составе одноразовой группы "Baby Elephants".                                         |
| 2014 | 36 | "Labrador Retriever"                | Сторона Б        | Пела "Heart no Dasshutsu Game" в составе Команды 4.                                                            |
| 2014 | 38 | "Kibouteki Refrain"                 | Сторона А        | Первая Сторона А Мукаити. Также пела "Me wo Akete Mama no First Kiss" в составе Команды 4.                     |
| 2015 | 39 | "Green Flash"                       | Сторона Б        | Пела "Haru no Hikari Chikadzuita Natsu" и "Yankee Rock".                                                       |
| 2015 | 40 | "Bokutachi wa Tatakawanai"          | Сторона А        | Также пела "Kafka to Dendenmu Chu!"                                                                            |
| 2015 | 41 | "Halloween Night"                   | Сторона Б        | Пела "Mizu no Naka no Dendouritsu", "Ippome Ondo", и "Yankee Machine Gun".                                     |
| 2015 | 42 | "Kuchibiru ni Be My Baby"           | Сторона Б        | Пела "Kimi wo Kimi wo Kimi wo...", "Madonna no Sentaku", "Senaka Kotoba", и "Oneesan no Hitorigoto".           |
| 2016 | 43 | "Kimi wa Melody"                    | Сторона А        | Помечено как сингл к 10-й годовщине. Также пела "LALALA Message".                                              |
| 2016 | 44 | "Tsubasa wa Iranai"                 | Сторона А, центр | Первое соло в центре. Также пела "Aishū no Trumpeter".                                                         |
| 2016 | 45 | "Love Trip / Shiawase wo Wakenasai" | Сторона А        | Также пела "Black Flower".                                                                                     |
| 2016 | 46 | "High Tension"                      | Сторона А        | |
| 2017 | 47 | "Shoot Sign"                        | Сторона А        | Также пела "Accident Chū" в составе AKB48 U-19 и "Dare no Koto wo Ichiban Aishiteru?" в составе Sakamichi AKB. |
| 2017 | 48 | "Negaigoto no Mochigusare"          | Сторона А        | |

## Появления

### В этапах
Kenkyuusei этап AKB48 "Pajama Drive" (яп. パジャマドライブ)
1. "Tenshi no Shippo" (яп. 天使のしっぽ)

3-й этап Команды 4 "Idol no Yoake" (яп. アイドルの夜明け)
1. "Zannen Shōjo" (яп. 残念少女)

### Телепрограммы
- SMAP X SMAP (2005)
- AKBingo! (2013 – наст. время)
- AKB48 no Anta Dare? (яп. AKB48のあんた、誰?) (2013 – наст. время)
- Ariyoshi AKB Kyowakoku (яп. 有吉AKB共和国) (2014 – 2016)
- AKB Nemousu TV (яп. AKBネ申テレビ) (2014 – наст. время)
- AKB de Arubaito (яп. AKBでアルバイト) (2014)
- AKB Shirabe (яп. ※AKB調べ) (2014 – 2015)

### Драмы
- Toshiie and Matsu (яп. 利家とまつ)(яп. 利家とまつ) (2002)
- Wedding Planner (яп. ウエディングプランナー)(яп. ウエディングプランナー) (2002), дочь Юми
- Unfair (2006), Сато Мио[14]
- Iryu (яп. 医龍)(яп. 医龍) (2006), Фудзиёси Джури
- Papa no Namida de Ko wa Sodatsu (яп. パパの涙で子は育つ)(яп. パパの涙で子は育つ) (2007), Кавамура Кая
- Flight Panic (яп. フライトパニック)(яп. フライトパニック) (2007)
- Hataraki Man (яп. 働きマン)(яп. 働きマン) (2007)
- Sailor Zombie (яп. セーラーゾンビ)(яп. セーラーゾンビ) (2014), большой зомби (ЕР 2)[15]
- Majisuka Gakuen 4 (яп. マジすか学園4)(яп. マジすか学園4) (2015), Следующее поколение (Команда Хинабе)[16]
- Majisuka Gakuen 5 (яп. マジすか学園5)(яп. マジすか学園5) (2015), Следующее поколение (Команда Хинабе)[17]
- AKB Horror Night: Adrenaline's Night (яп. AKBホラーナイト アドレナリンの夜)(яп. AKBホラーナイト アドレナリンの夜) EP.21 - Старшая Сестра (2015), Икуко
- Gekijōrei Kara no Shōtaijō (яп. 劇場霊からの招待状)(яп. 劇場霊からの招待状) Эпизод 8 (2015) как Майю Идзуми[18]
- AKB Love Night: Love Factory (яп. AKBラブナイト 恋工場)(яп. AKBラブナイト 恋工場) ЕР.37 - два опасных пассажира (2016), Мирай
- Crow's Blood (яп. クロウズ ブラッド)(яп. クロウズ ブラッド) (2016), Нами Катаяма
- Cabasuka Gakuen (яп. キャバすか学園)(яп. キャバすか学園) (2016), Следующее поколение (Фугу)
- Tofu Pro-Wrestling (яп. 豆腐プロレス)(яп. 豆腐プロレス) (2017), Мион Мукаити/Клубничная Мукаити, Мукаити Ежевика

### Фильмы
- Bayside Shakedown 2 (2003), Рикако[19]
- Unfair: The Movie (2007), Сато Мио[20]
- Gegege no Kitaro: Kitaro and the Millennium Curse (яп. ゲゲゲの鬼太郎 千年呪い歌)(яп. ゲゲゲの鬼太郎 千年呪い歌) (2008), Харука[21]
- Twilight Syndrome: Dead Go Round (яп. トワイライトシンドローム デッドクルーズ)(яп. トワイライトシンドローム デッドクルーズ) (2008)
- Unfair: The End (2015), Сато Мио[22]

### Образовательная деятельность
- NHK Koko Koza (яп. NHK高校講座)(яп. NHK高校講座) (2014 – наст. время)

### Журналы
- Love Berry, Tokuma Shoten 2001-2012 и как эксклюзивная модель с декабря 2015 года